# 桂全智
桂全智（1943年—），四川重庆人，中国人民解放军将领、中国人民解放军中将。 
2001年，授予中国人民解放军中将，曾任成都军区副司令员。 
2008年，当选第十一届全国政协委员，代表特别邀请人士，分入第五十五组。